# Ежен Маес
Ежен Маес (фр. Eugène Maës, 15 вересня 1890, Париж — 30 березня 1945, Ельріх) — французький футболіст, що грав на позиції нападника, зокрема за «Ред Стар» та «Кан», а також національну збірну Франції.

## Клубна кар'єра
У дорослому футболі дебютував 1907 року виступами за команду «Патронаж Оліє», в якій провів три сезони. 
1910 року перебрався до лав команди «Ред Стар, де провів наступні чотири сезони своєї ігрової кар'єри.
1919 року перейшов до «Кана», за який відіграв решту 11 років своєї ігрової кар'єри, яку завершив 1930 року.

## Виступи за збірну
1911 року дебютував в офіційних матчах у складі національної збірної Франції. Протягом наступних трьох років провів у її формі 11 матчів, забивши 15 голів.
Помер 30 березня 1945 року на 55-му році життя в Ельріху.